# 1541

## Události
- 19. února – Petru Rareș se podruhé stává moldavským knížete a svrhává vojvodu Alexandra Cornea v Sučavě (nyní v Rumunsku) na pokyn osmanského sultána Sulejmana.
- 2. červen – Požár Malé Strany a Hradčan. Při požáru Pražského hradu zničeny zemské desky a další důležité dokumenty (cca 66 000 zápisů).
- 21. srpna – Janičáři Sulejmana Nádherného obléhají Budín a zraňují Wilhelma von Roggendorfa, který o několik dní později umírá na následky zranění na cestě do Komárna.
- Turci opětovně zaútočili na Evropu, obsadili velkou část Uher včetně hlavního města Budína.

## Narození
Česko
- 14. prosince – Žofie Braniborská z Hohenzollernu, druhá žena Viléma z Rožmberka († 27. června 1564)
- ? – Jindřich Otta z Losu, účastník stavovského povstání (popraven 21. června 1621)

Svět
- 9. listopadu – Menso Alting, nizozemský kazatel a teolog († 7. října 1612)
- 12. prosince – Johann Bauhin, švýcarský botanik a lékař († 26. října 1613)
- ? – Doménikos Theotokópulos známý jako El Greco, malíř, sochař a architekt († 1614)
- ? – David Gans, židovský kronikář, astronom a matematik († 1613)
- ? – Svatý Jan Leonardi, katolický kněz, zakladatel Společnosti kleriků Matky Boží († 9. října 1609)
- ? – Guðbrandur Þorláksson, islandský biskup, spisovatel, kartograf a matematik († 20. července 1627)

## Úmrtí
- 27. května – Markéta Pole, dcera Jiřího, 1. vévody z Clarence, blahoslavená (* 14. srpna 1473)
- 26. června – Francisco Pizarro, španělský conquistador (* 1476/1478)
- 4. července – Pedro de Alvarado, španělský conquistador (* 1485/1495)
- 10. srpna – Udžicuna Hódžó, vůdce japonského klanu Hódžó z Odawary (* 1487)
- 28. srpna – Císařovna Čang, čínská císařovna (* 1471)
- 12. září – Peter Breuer, pozdně gotický saský sochař a řezbář (* kolem 1472)
- 24. září – Paracelsus, švýcarský alchymista, astrolog a lékař (* 1493)
- 13. října – Štefan Verbőci, zemský soudce a uherský palatin (* 1458)
- 18. října – Markéta Tudorovna, anglická princezna a jako manželka Jakuba IV. skotská královna a regentka (* 29. listopadu 1489)
- 30. listopadu – Cunehisa Amago, japonský vládce (* 25. prosince 1458)
- ? – Francisco Alvarez, portugalský kněz a cestovatel (* 1465)
- ? – Hernando de Alarcón, španělský mořeplavec (* 1500)
- ? – Wang Ken, čínský filosof (* 1483)
- ? – Stanisław Samostrzelnik, polský cisterciácký mnich, malíř, iluminátor a miniaturista (* 1480)
- ? – Gül Baba, osmanský básník a společník sultána Sulejmana I. (* ?)
- ? – Beatrix z Kolovrat, šlechtična (* ?)

## Hlavy států
- České království – Ferdinand I.
- Svatá říše římská – Karel V.
- Papež – Pavel III.
- Anglické království – Jindřich VIII. Tudor
- Francouzské království – František I.
- Polské království – Zikmund I. Starý
- Uherské království – Ferdinand I. – Jan Zikmund Zápolský
- Španělské království – Karel V.
- Burgundské vévodství – Karel V.
- Osmanská říše – Sulejman I.
- Perská říše – Tahmásp I.